# Менциковский, Альберт Леонтьевич
Альберт Леонтьевич Менциковский (Абель Лейбович) (1871 — 14 февраля 1919, Великий Устюг) — социалист-революционер.

## Биография
В конце 1918 вступил в РКП(б). В 1895 окончил медицинский факультет одного из университетов на юге России. Врачебную деятельность начал в земской лечебнице с. Зайцево Крестецкого уезда Новгородской губернии.  В 1898—1900 — первый земский врач вновь открытой лечебницы в селе Верхняя Тойма Сольвычегодского уезда Вологодской губернии. В 1900—1905 — врач Сольвычегодской земской больницы, в 1901 первым предложил открыть водогрязелечебницу в г. Сольвычегодске (лечебница была открыта только в 1923).
В 1905—1912 — земский врач в селе Подосиновец Никольского уезда Вологодской губернии. В 1912—1914 — ассистент в клинике великой княгини Елены Павловны, больнице Покровской общины сестер милосердия в Петербурге. С 1914 — военный врач в действующей армии.
В 1917 — член исполкома Петроградского Совета рабочих и солдатских депутатов, член ВЦИК первого созыва. Член редколлегии газеты «Голос солдата». После Октябрьской революции — заведующий отделом военнопленных Наркоминдела, с 24 ноября 1917 — помощник комиссара Рабоче-Крестьянского правительства при управлении верховного начальника санитарной и эвакуационной части в Петрограде. 20.06.1918 избран председателем исполкома Совета рабочих, крестьянских и солдатских депутатов Северо-Двинской губернии. Делегат V Всероссийского съезда Советов (4-10 июля 1918) (недоступная ссылка).
В октябре 1918 в связи с решением V Всероссийского съезда Советов исключить из состава Советов левых эсеров, поддержавших политическую линию ЦК своей партии, назначен председателем Северо-Двинского губернского совета народного хозяйства. Умер от воспаления легких.

## Память
- В 1920 году улица 2-я Воскресенская Великого Устюга была переименована в улицу Менциковского. С 1939 года носит имя Полины Осипенко.